# Феррари, Роберто (гимнаст)
Роберто Феррари (итал. Roberto Ferrari; 7 декабря 1889, Медолла, Эмилия-Романья — 15 августа 1937, Пре-Сен-Дидье, Валле-д’Аоста) — итальянский спортивный гимнаст. Олимпийский чемпион 1920 года.

## Биография
Роберто Феррари родился 7 декабря 1889 года в итальянской коммуне Медолла.
В соревнованиях по спортивной гимнастике представлял Лигурию.
В 1920 году вошёл в состав сборной Италии на летних Олимпийских играх в Антверпене. В командном многоборье итальянская сборная, за которую выступали 27 гимнастов, включая Феррари, завоевала золотую медаль, набрав 359,855 балла.
Был награждён золотой медалью Олимпийского комитета Италии.
C 1933 года до конца жизни был секретарём Федерации гимнастики Италии.
Умер 15 августа 1937 года в итальянской коммуне Пре-Сен-Дидье.